# 高橋信雄 (作家)
高橋 信雄（たかはし のぶお、1950年 - ）は、日本のノンフィクション作家、ジャーナリスト。

## 経歴
1950年生まれ。九州大学経済学部卒業。長崎新聞社に入社。原爆平和報道等に取り組み、論説委員長、特別論説委員を経て2016年退職。2002年から14年間執筆を続けた長崎新聞1面コラム「水や空」抜粋のコラム集『信の一筆』1～4を2007年から16年にかけて出版。1990年、「天皇に戦争責任はあると思う」と発言した当時の長崎市長本島等が右翼の男に狙撃された事件現場のスクープ写真で日本新聞協会賞を受賞。2020年「東洋日の出新聞 鈴木天眼～アジア主義もう一つの軌跡」（長崎新聞社出版協力）で第23回日本自費出版文化賞・研究評論部門賞を受賞。

## 主な著書
- 信の一筆 平和コラム（1～4）（長崎新聞社、2007年～2016年）[2][3][4][5]
- 東洋日の出新聞 鈴木天眼～アジア主義もう一つの軌跡（長崎新聞社、2019年）[6]
- 鈴木天眼 反戦反骨の大アジア主義（あけび書房、2021年）[7][8][9]